# Bionika
Bionika je hraniční obor, systematicky zaměřený na uplatňování poznatků ze stavby a funkcí živých organismů a jejich struktur při vývoji nových technologií. Dá se říci, že propojuje biologii s technikou.

## Historie
Tento relativně mladý interdisciplinární vědní obor vznikl na přelomu 50. a 60. let především zásluhou kvalitativně nového rozvoje v biologii, který byl umožněn prudkým vývojem technických věd po druhé světové válce. Nemůžeme si ovšem myslet, že když se v roce 1956 konala první konference mající na programu zhodnocení využití biologických poznatků v technice a když se o dva roky později poprvé objevuje pro nový vědní obor pojmenování bionics, že se bionika zrodila jen tak ze dne na den během pouhých několika let. Lidé samozřejmě již odedávna pozorovali přírodu, která je obklopovala, a nacházeli v ní inspiraci. Napodobování živých organismů technickými konstrukcemi mnohem dříve před tím než bionika vůbec vznikla lze najít v letectví či ve stavitelství.
Zde stačí jmenovat například legendárního Leonarda da Vinciho a jeho létající stroj inspirovaný netopýrem z počátku 16. století či pro stavitelství tak významnou stavbu, jakou je „Crystal Palace“ (česky Křišťálový palác) v Londýně z let 1850 až 1851 (viz obr. 1). Autor této pozoruhodné stavby, Sir Joseph Paxton, se nechal při jejím návrhu inspirovat studiem listů viktorie královské - obrovského leknínu, jehož listy dosahují průměru až přes dva metry a jejichž žebrovitá struktura jim propůjčuje vysokou nosnost a odolnosti proti poškození. Vznikla tak nejen proslulá střešní konstrukce budovy, ale zrodil se nový způsob stavění pomocí montážních panelů. Nicméně tyto technické konstrukce inspirované přírodou byly spíše věcí náhody než nějakého cílenějšího úsilí.

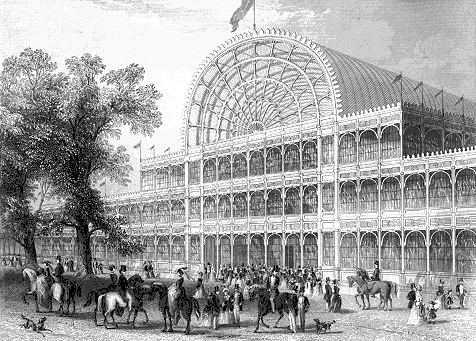
Crystal Palace v Londýně - ukázka bioniky ve stavitelství

První skutečně bionické studie a myšlenky se objevujou až v první polovině 20. století, jmenujme například práce G. Lilienthala „Biotechnika létání“ (1925), neméně významným průkopníkem byl i jeho bratr Otto Lilienthal) nebo A. Niklitschenka „Technika živého“ (1940).
Prvním, kdo problematiku bioniky poměrně široce rozpracoval, byl ovšem R. H. Francé ve svých pracích „Technické výkony rostlin“ (1919) a „Rostlina jako vynálezce“ (1920). Francé pro svůj „nový vědní obor“ zvolil pojmenování „biotechnika“ a snažil se jej náležitě propagovat, ovšem jeho práce zůstaly nepovšimnuty. Teprve po druhé světové válce se zájem o bionickou problematiku začíná zvyšovat.
Velký kus práce v popularizaci bioniky odvedl především Max O. Kramer, který se zabýval studiem kůže delfínů. Při svém výzkumu zjistil, že kůže delfína má speciální strukturu, která delfínovi umožňuje pohlcovat část energie turbulentního proudění a při plavání tak výrazně snížit odpor protisměrně proudící vody. Po důkladných studiích přikročil Kramer v roce 1956 k praktickým pokusům se speciálními potahy na ponorky a dosahoval s nimi až padesátiprocentního snížení třecího odporu. Jeho práce je významná především tím, že usiloval o aplikaci principu a ne o vytvoření přesné kopie kůže delfína. Bylo mu totiž jasné, že plně kopírovat stavbu kůže delfína nelze a že je nutné využít především principu, který příroda nabízí. Zrodila se tak v podstatě hlavní koncepce bioniky - studiem živé přírody nacházet vhodná principiální řešení a na jejich základě vytvořit vhodné technické zařízení.
Definitivně se bionika zařadila do systému věd díky neúnavné práci vědců z Aeronautical Systems Division vedených Johnem Keto. Tito vědci společně s několika dalšími uspořádali v roce 1956 první výše zmiňovanou vědeckou konferenci zaměřenou na zhodnocení možností využití biologických poznatků v technické praxi a již v roce 1957 byly pak vytyčeny hlavní výzkumné cíle nového vědního oboru a byly určeny způsoby práce v této nové vědní disciplíně. V roce 1960 pak dochází na prvním bionickém sympoziu za účasti více než 700 delegátů k oficiálnímu zrodu bioniky.

## Náplň bioniky
Hlavní náplní bioniky je vytvořit velmi úzkou vzájemnou vazbu mezi biologií a technikou s přirozenou vazbou na další hraniční obory biologie. Tato vzájemná vazba umožňuje jednak pomocí biologie a jí příbuzných vědních oborů rozvoj v technických vědách, ale také využitím inženýrských metod a postupů pokrok ve vědách biologických. Bionika má tedy umožňovat především úzký vzájemný kontakt při poznávání zákonitostí živé a neživé přírody a zajistit oboustranně výhodné využití výsledků tohoto výzkumu. Dnes se soustřeďuje především na studium živých struktur a procesů probíhajících v těchto strukturách, jako na podněty pro budoucí technické aplikace. Takto získané poznatky systematicky shromažďuje a využívá je v průmyslové výrobě buď formou nových výrobních procesů, nebo přímo formou nových konkrétních výrobků.

## Dělení
Ze systematického hlediska můžeme bioniku rozdělit na bioniku:
- obecnou,
- systematickou
- a specificky použitou.

Úkolem obecné bioniky je především vyhledávat ty biologické struktury a procesy, které by mohly mít význam jako podnět pro realizaci technických a technologických zařízení, bez ohledu na to, zda je daný biologický systém již dostatečně znám a prozkoumán. Obecná bionika tedy především studuje všechny dosud poznané rostlinné a živočišné druhy a vyhledává nejnadějnější biologické principy. Při tomto studiu spolupracuje s mnoha dalšími biologickými vědami, jako je cytologie, histologie, fyziologie a další.
Systematická bionika systematicky zpracovává a třídí poznatky obecné bioniky. Velmi často také zpracovává informace a dokumentaci o problematice bioniky jako celku. Poznatky získané obecnou bionikou jsou většinou tříděny podle oborů použití a podle tematických skupin (např. na systémy aktivního a pasivního létání, tvarové profily organismů, submikroskopické struktury apod.)
Specificky použitá bionika již zajišťuje pro jednotlivé obory podrobné studium podnětů, vypracování modelů či prototypů výrobků. Dále pak zajišťuje v těchto jednotlivých oborech rozvíjení vhodných metod pro zpracování bionických poznatků. Zároveň shromažďuje požadavky průmyslu a předává je dále obecné bionice.

## Aplikace
Bionicky rozšíření/vylepšení lidé, u nichž by elektronické či mechanické součástky tvořily část jejich těl, se dosud vyskytovali pouze v sci-fi, nicméně už dnes jsou lidé s endoprotézou, naslouchátkem (kochleární implantát) nebo srdečním stimulátorem.
24. srpna 1998 na sebe upozornil Kevin Warwick, profesor kybernetiky při univerzitě v Readingu, když si nechal pod kůži vložit radio-identifikátor RFID a prohlásil o sobě, že je kyborg.
Experimentální kybernetické protézy již existují, ale především jejich hmatové možnosti jsou výrazně horší než schopnosti přirozených končetin. Potíž je s tzv. neurálním rozhraním, kdy naše dnešní technika sice už do určité míry je schopná číst signály z těla, z nervů, ale informační vzruchy do ní, zpět do těla, ještě neposkytuje: Napojení elektroniky na neurony a tímto poskytování nové zpětné vazby a vjemů do mozku zůstává stále nevyřešenou technologickou výzvou.

### Fiktivní aplikace

#### Protetické
- Darth Vader – záporná postava z filmového seriálu Star Wars, má usekané končetiny nahrazené bionickou protetikou, oblek mu chrání popálenou kůži, helma pomáhá dýchat.
- Robocop - policista ve stejnojmenném filmu, pomezí mezi bionickým vylepšením člověka a androidním kyborgem, kdy nižší pohybové funkce jeho téměř mrtvého mozku byly využity pro řízení bionického těla: Hrdina nakonec získal sebeuvědomění a nové tělo plně ovládl, z otrockého stavu kyberneticky řízeného organismu, kyborga, tak svou situaci přeměnil do stavu svobodného bionicky vylepšeného invalidy, těžce vyzbrojeného.
- Dvěstěletý člověk - příběh rozvoje umělé mysli v těle robota, jak se bionickou protetikou mění na androida nerozlišitelného od lidí a usiluje o uznání za člověka.

#### Eticky pochybné
- generál Grievous - další bionicky vylepšená postava z filmového seriálu Star Wars, z jejíhož těla už zbyla jen hlava a srdce, do bitev takticky chráněné pancéřovým robotickým tělem.
- Caina, další postavu z pokračování filmu, RoboCop 2 – zdravého živého člověka "vylepšili" tak, že z něj úmyslně zbyla už jen vypreparovaná nervová soustava, stále živá: mozek, mícha a oči, zbytek těla byl cíleně nahrazen robotickým tělem, tedy opět extrémní bionikou.
- Postava „pouličního kazatele“ ve filmu Johnny Mnemonic, kde své bionicky neustále vylepšované tělo využíval jako výhodu při svých pouličních zločinech.

### Současné aplikace
- kardiostimulátor
- kochleární implantát
- protetika končetin
- robotický exoskelet
- hmatová náhrada zraku na jazyk